# ريتشارد كلايف كوبر
ريتشارد كلايف كوبر هو سياسي كندي، ولد في 31 ديسمبر 1881 في دبلن في جمهورية أيرلندا، وتوفي في 10 مارس 1940 في فيكتوريا في كندا. حزبياً، نشط في Unionist Party (Canada) ‏. وقد انتخب عضو مجلس العموم الكندي.